# Leandra melastomoides
Leandra melastomoides är en tvåhjärtbladig växtart som beskrevs av Giuseppe Raddi. Leandra melastomoides ingår i släktet Leandra och familjen Melastomataceae. Inga underarter finns listade i Catalogue of Life.